# Adriano Espaillat

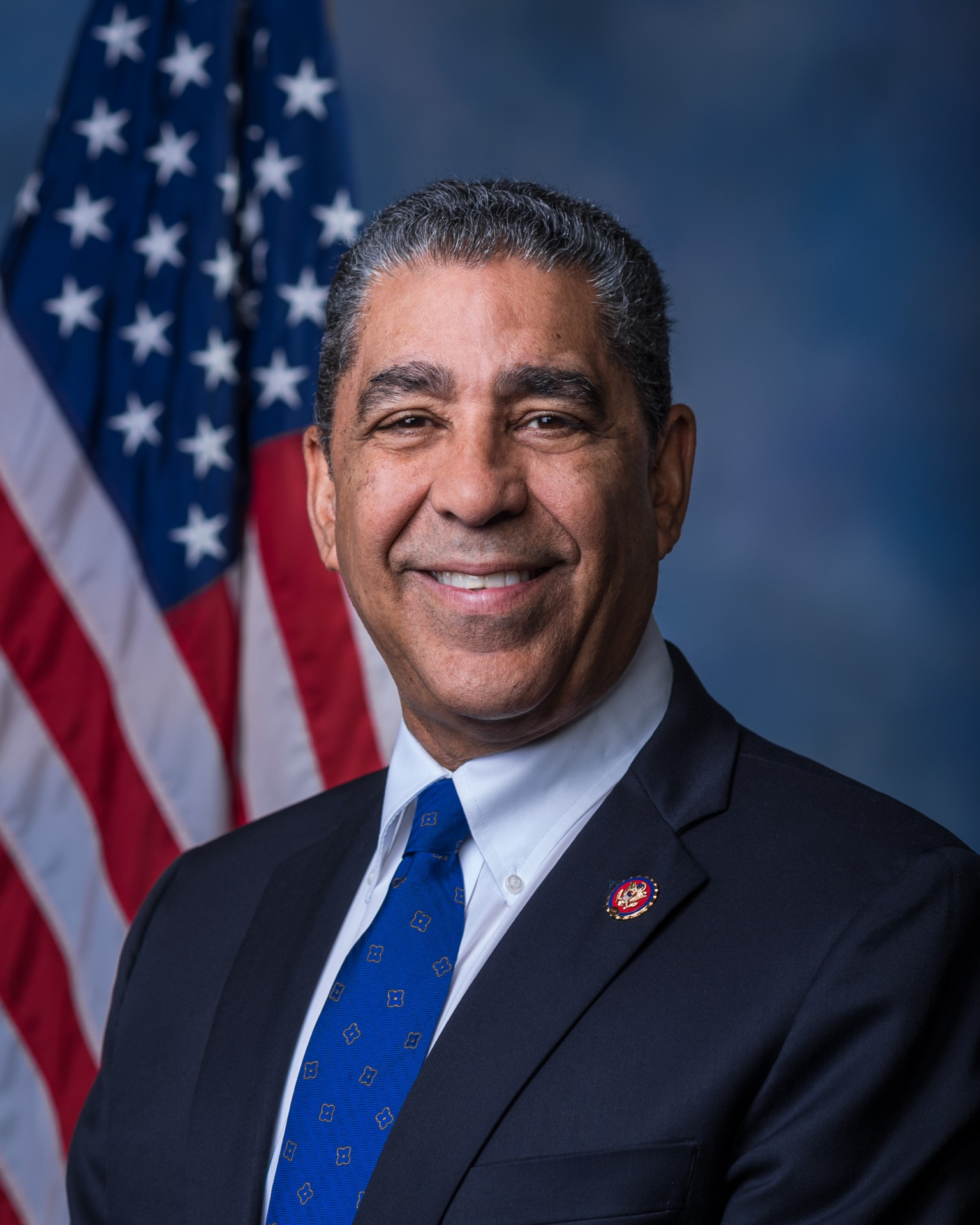
Adriano Espaillat (2019)

Adriano de Jesús Espaillat Cabral (* 27. September 1954 in Santiago de los Caballeros, Dominikanische Republik) ist ein US-amerikanischer Politiker der Demokratischen Partei. Seit Januar 2017 vertritt er den 13. Distrikt des Bundesstaats New York im US-Repräsentantenhaus.

## Leben
Adriano Espaillat ist der Urenkel von Ulises Francisco Espaillat (1823–1878), der im Jahr 1876 Präsident der Dominikanischen Republik war. Er kam schon früh in die Vereinigten Staaten und lebt bis heute in Manhattan. 1974 absolvierte er die Bishop Dubois High School. Anschließend studierte er politische Wissenschaft am Queens College. Außerdem war er an der Rutgers University eingeschrieben. Zwischen 1980 und 1988 arbeitete er als Gerichtskoordinator und Konfliktschlichter für die Justizbehörde von Manhattan. Von 1992 bis 1994 war er Direktor bei der Behörde Washington Heights Victim Services Community Office, die Familien von Opfern von Verbrechen berät.

## Politik
Politisch schloss er sich der Demokratischen Partei an. In dieser Partei bekleidete bzw. bekleidet er einige lokale Ämter. Zwischen 1996 und 2010 saß er in der New York State Assembly. Anschließend wechselte er in den Staatssenat, dem er als Nachfolger von Eric Schneiderman seit dem 1. Januar 2011 angehörte. In den Jahren 2012 und 2014 kandidierte er jeweils erfolglos in den Vorwahlen seiner Partei für die Nominierung zum Kandidaten für die Kongresswahlen. Dabei unterlag er jeweils Charles B. Rangel. Bei den Kongresswahlen des Jahres 2016 wurde Espaillat dann im 13. Kongresswahlbezirk von New York in das US-Repräsentantenhaus in Washington, D.C. gewählt, wo er am 3. Januar 2017 die Nachfolge von Charles Rangel antrat, der 2016 nach 46 Jahren im Amt nicht mehr kandidiert hatte. Da er auch die vier Wahlen 2018 bis 2024, jeweils wiedergewählt wurde, kann er sein Mandat bis heute ausüben. Seine aktuelle Legislaturperiode im Repräsentantenhaus des 119. Kongresses läuft noch bis zum 3. Januar 2027.

### Ausschüsse
Er ist Mitglied in folgenden Ausschüssen des Repräsentantenhauses:
- Committee on Appropriations
  - Legislative Branch
  - State, Foreign Operations, and Related Programs
  - Transportation, and Housing and Urban Development, and Related Agencies
- Committee on Education and Labor
  - Higher Education and Workforce Investment

Espaillat ist außerdem Mitglied in 14 Caucuses.